# Quintá
Quintá, o Quintá de Cancelada, és una parròquia consagrada a Santa Eulàlia pertanyent al municipi de Becerreá, província de Lugo.
Segons el padró municipal de 2004 la parròquia de Quintá de Cancelada tenia 188 habitants (99 homes i 89 dones), distribuïts en 10 entitats de població (o lugares), el que pressuposà una disminució en relació al padró de l'any 1999 quan hi havia 216 habitants. Segons l'IGE, el 2014 la seva població va caure fins a les 161 persones (86 homes i 75 dones).

## Llocs
- Balaxaz
- Buisán
- Bullán
- Castel de María
- A Cortella
- O Coto
- O Couso
- A Ermida
- Quintá
- Tucende